# Wichita Falls
Wichita Falls és una població dels Estats Units a l'estat de Texas. Segons el cens del 2006 tenia 107.000 habitants.

## Fills il·lustres
- Leo Wright (1993-1991) music de jazz

## Demografia
Segons el cens del 2000, Wichita Falls tenia 104.197 habitants, 37.970 habitatges, i 24.984 famílies. La densitat de població era de 569,1 habitants per km².
Dels 37.970 habitatges en un 33,1% hi vivien nens de menys de 18 anys, en un 49,7% hi vivien parelles casades, en un 12,3% dones solteres, i en un 34,2% no eren unitats familiars. En el 28,7% dels habitatges hi vivien persones soles el 10,7% de les quals corresponia a persones de 65 anys o més que vivien soles. El nombre mitjà de persones vivint en cada habitatge era de 2,46 i el nombre mitjà de persones que vivien en cada família era de 3,04.
Per edats la població es repartia de la següent manera: un 24,7% tenia menys de 18 anys, un 15,2% entre 18 i 24, un 29,3% entre 25 i 44, un 18,6% de 45 a 60 i un 12,3% 65 anys o més.
L'edat mediana era de 32 anys. Per cada 100 dones de 18 o més anys hi havia 106,7 homes.
La renda mediana per habitatge era de 32.554$ i la renda mediana per família de 39.911$. Els homes tenien una renda mediana de 27.609$ mentre que les dones 21.877$. La renda per capita de la població era de 16.761$. Aproximadament el 10,8% de les famílies i el 13,9% de la població estaven per davall del llindar de pobresa.

## Poblacions més properes
El següent diagrama mostra les poblacions més properes.